# Anomalopus leuckartii
Anomalopus leuckartii är en ödleart som beskrevs av  Weinland 1862. Anomalopus leuckartii ingår i släktet Anomalopus och familjen skinkar. Inga underarter finns listade i Catalogue of Life.